# Werner Haypeter

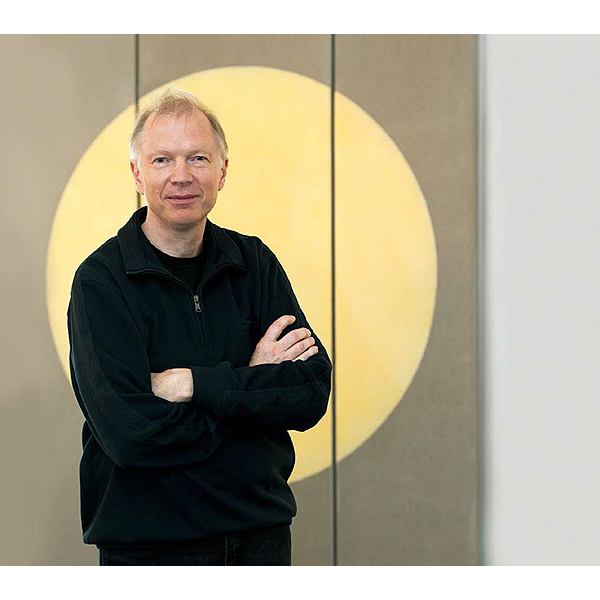
Werner Haypeter

Werner Haypeter (* 1955 in Helmstedt, Niedersachsen) ist ein deutscher Maler, Bildhauer, Raumkünstler.

## Biografie
Haypeter studierte von 1978 bis 1985 an der Kunstakademie Düsseldorf, seit 1983 als Meisterschüler des Bildhauers und Architekten Erwin Heerich. 1986 erhielt er den Kunstpreis der Stadt Bonn, 1991 das „Transfer“-Stipendium des Landes Nordrhein-Westfalen und 1996 den Piepenbrock-Nachwuchspreis für Bildhauerei. Seit 1985 stellt Werner Haypeter regelmäßig in Kunstvereinen, Museen und Galerien aus. Für sein Gesamtwerk erhielt der Künstler 2020 die August-Macke-Medaille der Stadt Bonn. Haypeter lebt und arbeitet in Düsseldorf und Bonn.

## Werke

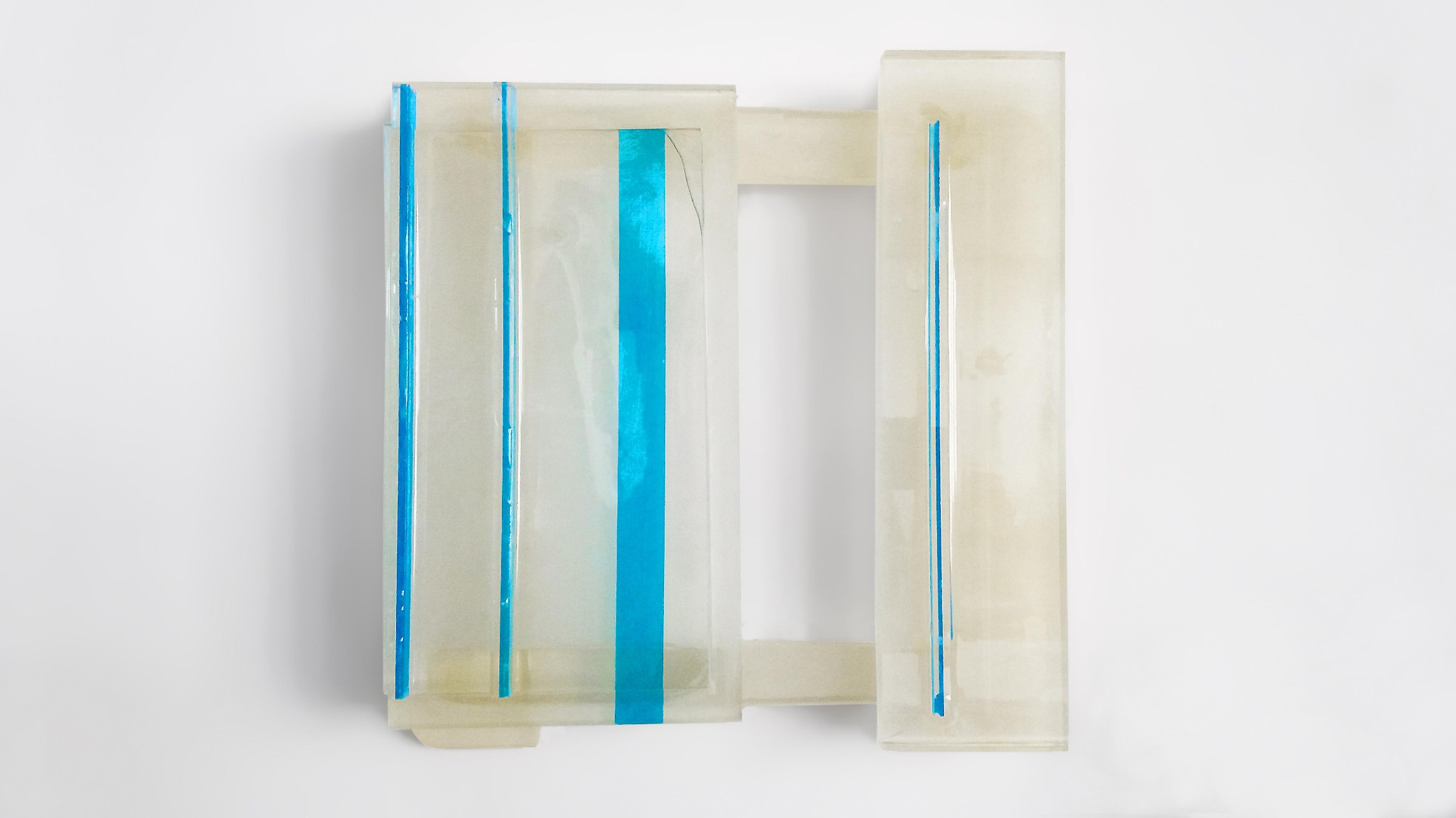
Ohne Titel 2018. Acrylfilterstreifenlichtfeld, Epoxidharz 35 × 34,7 × 7 cm

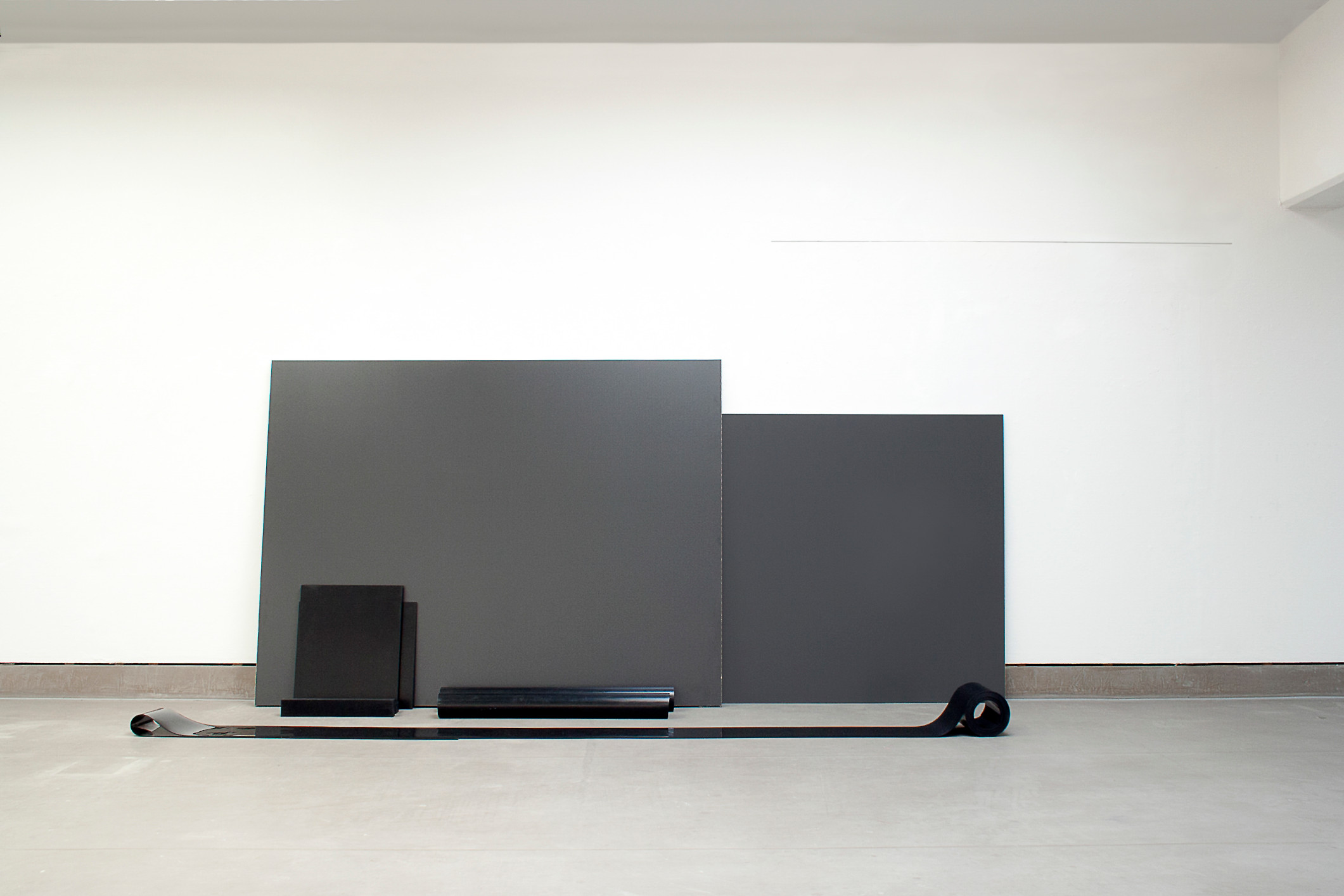
PE, PVC, Bleistift, Spanplattengraphit Maße variabel

Mit Wandarbeiten und Installationen erkundet Haypeter den Raum, arbeitet in und mit ihm. Seine bevorzugten Materialien sind Papiere, PVC und gegossene Epoxidharze, seine Formen meist minimalistisch, geometrisch, die Farbpalette reduziert. Seine oft vielteiligen Werke entstehen aus Schichtungen von Materialien, sie bilden Raum und treten in den Dialog mit ihrem Umfeld, modifizieren und interpretieren es. Dabei geht es nie allein um architektonische oder formale Merkmale, sondern immer auch um die Funktionen von Räumen im gesellschaftlichen Miteinander. Seit 1999 hat Haypeter wiederholt auch Kunst am Bau-Projekte realisiert (z. B. 2002: Constant Moving, Hauptverwaltung Sparkasse Essen; 2009: Räumen, Prager Höfe, Bonn-Auerberg, Architekt Uwe Schröder; 2011: Ausbildungszentrum der MC-Bauchemie, Bottrop, u. a. m.; 2014: Farbschleuse, ROM.HOF – Studentischer Wohnhof, Bonn, Architekt Uwe Schröder).

## Werke in öffentlichen Sammlungen
- Bayerische Staatsgemäldesammlungen, München
- PEAC, Paul Ege Art Collection, Freiburg (i. Br.)
- Kolumba, Köln
- Kunsthaus NRW Kornelimünster, Aachen
- Kunstmuseum Bonn
- Museum Kunstpalast, Düsseldorf
- Kunstmuseum Liechtenstein, Vaduz
- Modern Art Gallery – László Vass Collection, Veszprém, Ungarn
- Museum Folkwang Essen
- Museum für Neue Kunst, ZKM, Karlsruhe
- Museum gegenstandsfreier Kunst, Otterndorf
- Museum Pfalzgalerie Kaiserslautern
- Sammlung Marli Hoppe-Ritter, Waldenbuch
- Museum Schloss Moyland, Bedburg-Hau
- Rheinisches Landesmuseum Bonn
- Saarlandmuseum, Saarbrücken
- Sammlung Bayer AG, Leverkusen
- Arp Museum Bahnhof Rolandseck, Sammlung Meerwein, Remagen
- Sammlung Deutsche Bank
- Museum Pfalzgalerie Kaiserslautern, Sammlung Marianne- und Heinrich Lenhardt Stiftung
- Sammlung der Sparkasse Essen
- Sammlung Trettin, kunsthalle messmer, Riegel am Kaiserstuhl
- Sammlung Ursula-Blickle-Stiftung, Kraichtal-Unteröwisheim
- Sammlung Viterra AG
- Bundeskunstsammlung, Sammlung Zeitgenössischer Kunst
- San Jose Museum of Art, Kalifornien/USA
- Staatliche Graphische Sammlung München
- Städtische Galerie Peschkenhaus, Moers
- Städtische Galerie Villa Zanders, Bergisch Gladbach
- Kunsthalle Mannheim
- Museum Abteiberg, Mönchengladbach
- Museum of Modern Art, New York
- Von der Heydt-Museum, Wuppertal
- Wilhelm-Hack-Museum, Ludwigshafen

## Belege
1. 1 2  Werner Haypeter. In: www.annelyjudafineart.co.uk. Abgerufen am 1. Juni 2022. (PDF)
2. ↑  Werner Haypeter | ZKM. Abgerufen am 13. Mai 2020.
3. ↑  Thomas Kliemann: August-Macke-Medaille: Werner Haypeter wird ausgezeichnet. Abgerufen am 13. Mai 2020.
4. ↑  http://www.kuenstlerforum-bonn.de/aktuell.html?file=files/kuefo/ausstell/kf/2020/2003_heypeter/2020%2003%20WH%20August%20Macke%20Medaille%20Laudatio.pdf

| Personendaten    | Personendaten                            |
| ---------------- | ---------------------------------------- |
| NAME             | Haypeter, Werner                         |
| KURZBESCHREIBUNG | deutscher Maler, Bildhauer, Raumkünstler |
| GEBURTSDATUM     | 1955                                     |
| GEBURTSORT       | Helmstedt, Niedersachsen                 |